# بينغي تون
بينغي تون (بالإسبانية: Benji Tun)‏ هو لاعب كرة قدم مكسيكي في مركز الوسط، ولد في 22 يناير 1994 في Othón P. Blanco, Quintana Roo ‏ في المكسيك. لعب مع Yalmakán F.C. ‏.